# Sacrum

Rotation du squelette humain avec le sacrum en rouge.

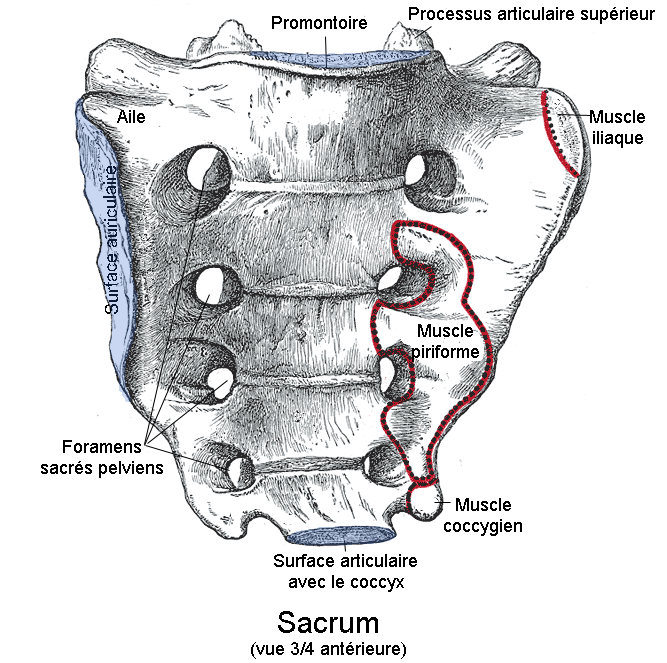
Sacrum. Vue antérieure.

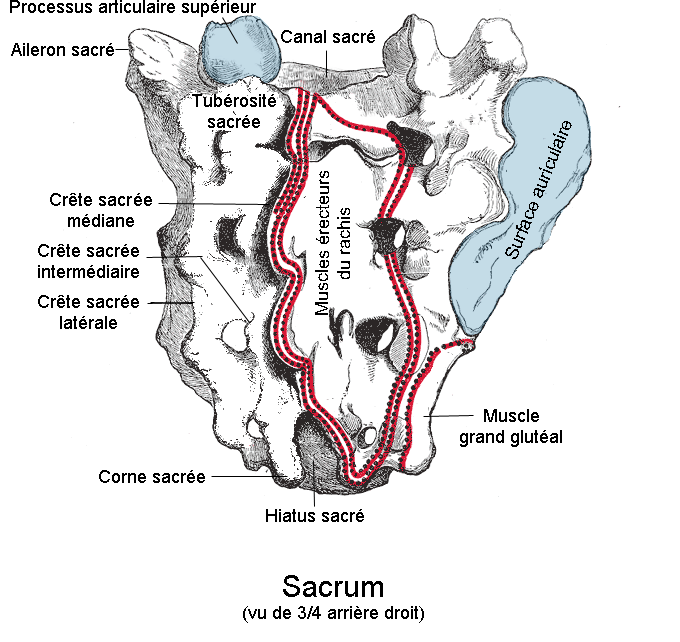
Sacrum. Vue postérieure.

Le sacrum, chez les vertébrés terrestres, est un os du bassin, impair, médian et symétrique, formé de la soudure des vertèbres sacrées ou sacrales. 

## Description
Le sacrum est situé en dessous de la cinquième vertèbre lombaire et entre les deux os coxaux. Il résulte de la fusion des cinq vertèbres sacrées.
Il a la forme d'une pyramide quadrangulaire de base crâniale, aplatie d'avant en arrière. Il est concave en avant.
Il présente une face antérieure, une face postérieure, deux faces latérales, une base et un sommet.

### Face pelvienne
La face pelvienne antérieure, est concave de haut en bas et transversalement. Elle est orientée vers le bas et en avant. La courbure est plus prononcée dans sa partie inférieure.
Sa partie médiane est formée par la fusion des corps des cinq vertèbres sacrées séparés par des lignes transverses formées par les crêtes transversales qui sont les reliquats du plan de fusion des vertèbres. L'espace entre les crêtes diminue de haut en bas et la ligne transverse entre les deuxième et troisièmes vertèbres se situe à la moitié de la hauteur du sacrum.
De chaque côté des crêtes, apparaissent des orifices ovalaires : les foramens sacrés antérieurs. Leur taille diminue de haut en bas. Ils permettent le passage des branches antérieures des nerfs sacrés. Ils se prolongent en dehors par des gouttières peu profondes : les gouttières sacrées antérieures.
Les foramens sont séparés les uns des autres par des cloisons osseuses sur lesquelles vient s'insérer l'origine de faisceaux du muscle piriforme.

### Face dorsale
La face dorsale postérieure est convexe et sous-cutanée.
Elle est divisée en son milieu par la crête sacrale médiane hérissée de trois à quatre tubercules : les tubercules sacrés postéro-internes. Elle est le résultat de la fusion des processus épineux des vertèbres sacrées. Elle bifurque au niveau du quatrième foramen sacré postérieur (quelquefois au niveau du troisième) par une bifurcation qui forme le hiatus sacré limitant l'ouverture inférieure du canal sacral. Les branches de la bifurcation forment les cornes sacrales.
De chaque côté de cette crête, la fusion des lames des vertèbres sacrées, forme les gouttières sacrées.
Latéralement aux gouttières, la fusion des processus articulaires laisse deux crêtes indistinctes les crêtes sacrales médiales.
Latéralement se trouvent quatre perforations ovalaires les foramens sacrés postérieurs.Ils diminuent de taille de haut en bas et sont plus petits que les foramens sacrés antérieurs avec lesquels ils communiquent. Ils laissent le passage pour les racines postérieures des nerfs sacrés.
À l'extérieur des foramens, la fusion des apophyses transverses des vertèbres sacrées forme une crête sacrale latérale formées par les tubercules sacrés postéro-externes (ou tubercules conjugués) 
Les quatre tubercules supérieurs transversaux sont des points d'insertion pour la partie horizontale des ligaments sacro-iliaques postérieurs. Les tubercules de la troisième vertèbre sont des points d'insertion pour les faisceaux obliques des ligaments sacro-iliaques postérieurs et ceux des quatrième et cinquième vertèbres sont des points d'insertion pour les ligaments sacro-tubéraux.

### Faces latérales
Les faces latérales sont larges en haut et s'amincissent en bas pour ne former qu'un bord qui se termine en bas par l'apex du sacrum.
Dans sa moitié supérieure au niveau des deux premières vertèbres sacrées, la surface auriculaire de l'os sacrum forme la surface articulaire qui reçoit la surface auriculaire de l'ilion, zone articulaire de l'os coxal pour former l'articulation sacro-iliaque. En arrière et dans la concavité de la surface articulaire se présente une surface rugueuse la tubérosité de l'os sacrum sur laquelle s'attache le ligament sacro-iliaque postérieur.
La partie inférieure est une zone d'insertion pour les ligaments sacro-tubéraux et sacro-épineux, à certaines fibres du muscle grand fessier à l'arrière et au muscle coccygien à l'avant.

### Base de l'os sacrum
La base de l'os sacrum, formée par la face supérieure de la première vertèbre sacrée, est orientée en avant et en haut. Elle présente une face similaire à une face supérieure d'une vertèbre lombaire.
À l'avant et au milieu, au niveau de la face supérieure du corps de la première vertèbre sacrée une surface articulaire plane et ovalaire s'articule avec la face inférieure du corps de la cinquième vertèbre lombaire par l'intermédiaire d'un disque intervertèbral. A ce niveau, le sacrum forme avec la colonne lombaire  un angle obtus à sommet antérieur : le promontoire.
En arrière se trouve un orifice triangulaire fermé à l'arrière par la crête sacrale médiane qui est l'ouverture supérieure du canal sacral.
Latéralement se trouvent deux surfaces triangulaires à base externe convexes d'avant en en arrière et inclinées en avant : les ailes (ou ailerons) de l'os sacrum. Elles correspondent au processus transverses de la première vertèbre sacrée. Leur bord antérieur contribuent au détroit supérieur de la cavité pelvienne. La partie latérale des ailes donne insertion au muscle iliaque.
En arrière des ailes, deux saillies verticales, les processus articulaires supérieurs de l'os sacrum, portant des facettes articulaires répondant au facettes articulaires des processus articulaires inférieurs de la cinquième vertèbre lombaire.
À l'avant des processus articulaires des échancrures forment avec les échancrures inférieures des lames de la cinquième vertèbre lombaire les deux foramens intervertébraux.

### Sommet du sacrum
Le sommet du sacrum présente une surface ovalaire à grand diamètre transversal qui s'articule avec la base du coccyx.

### Canal sacral
Le canal sacral est le conduit osseux dans le sacrum qui est dans la continuité du canal vertébral.
Il a la forme d'un prisme triangulaire se rétrécissant vers le bas, qui suit la courbure à concavité antéro-inférieure du sacrum.
Il débute à la base du sacrum par une ouverture entre la surface articulaire médiale et la crête sacrale médiane. Il se termine en bas au niveau du hiatus sacré.
Il donne naissance latéralement à quatre foramens intervertébraux, qui bifurquent pour s’ouvrir sur les faces antérieure et postérieure par les foramens sacrés antérieurs et postérieurs.

### Variation
Chez la femme, le sacrum est plus large que chez l'homme.
Dans certains cas, le sacrum est composé de quatre ou six vertèbres sacrées. Les corps des première et deuxième vertèbres peuvent ne pas être fusionnées.

## Embryologie
Le sacrum est issu des somites sacrés qui apparaissent au 29e jour qui sembleront se développer en vertèbres sacrées pour ensuite fusionner.
La fusion des vertèbres sacrées (S1  –  S5) se termine entre 18 et 30 ans.

## Aspect clinique

### Malformation congénitale
Le sacrum est avec la région lombaire la zone la plus fréquente du spina bifida (non fermeture du canal vertébral).
Le sacrum peut également être impliqué dans le syndrome de régression caudale caractérisé par un sous-développement anormal de l'embryon au cours de la septième semaine de la colonne vertébrale inférieure, et provoquant l'absence de tout ou d'une partie du sacrum.

### Cancer
Le sacrum est l'un des principaux sites de développement des sarcomes appelés chordomes dérivés des restes de la notochorde embryonnaire.

## Anatomie comparée
Chez tous les autres vertébrés quadrupèdes, les vertèbres pelviennes subissent un processus de développement similaire pour former un sacrum chez l'adulte, même si les vertèbres caudales  restent non fusionnées.
Le nombre de vertèbres sacrées varie légèrement : pour le cheval  le sacrum résulte de la fusion de cinq vertèbres, elles sont quatre pour le rat et trois pour le chien.
Chez les oiseaux, les vertèbres sacrées sont fusionnées avec les vertèbres lombaires et certaines vertèbres caudales et thoraciques pour former une structure unique appelée le synsacrum.
Chez la grenouille, l'ilium est allongé et forme une articulation mobile avec le sacrum qui agit comme un membre supplémentaire pour donner plus de puissance à ses sauts.
Le dinosaure Stegosaurus avait un canal neural considérablement élargi dans le sacrum, caractérisé comme un cas cérébral postérieur.

## Galerie

Colonne vertébrale.
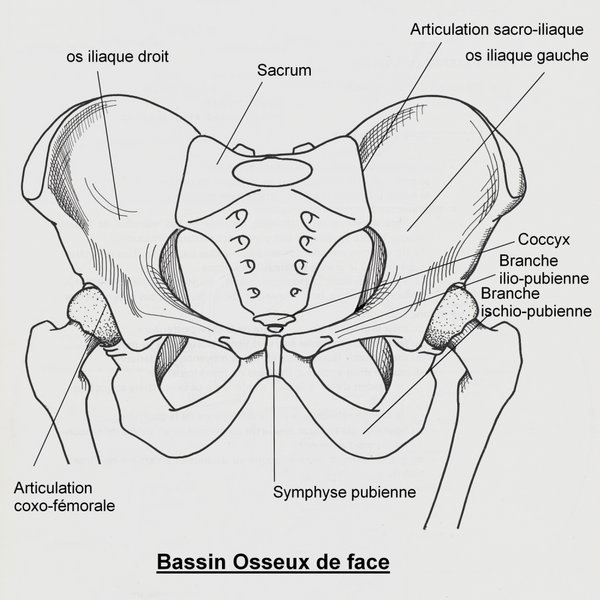
Pelvis.

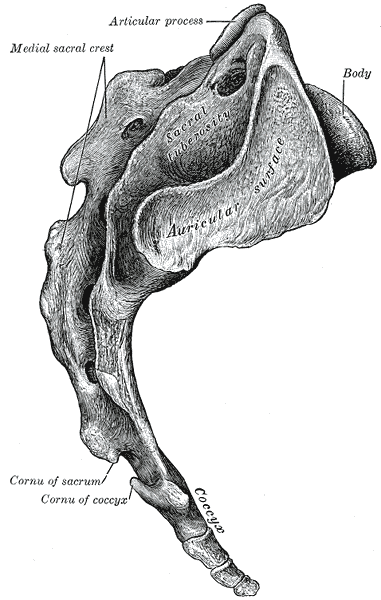
Vue latérale du sacrum et du coccyx.
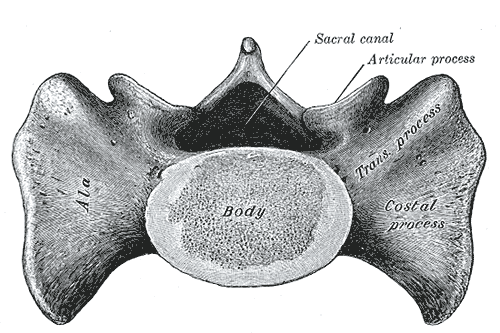
Base du sacrum.
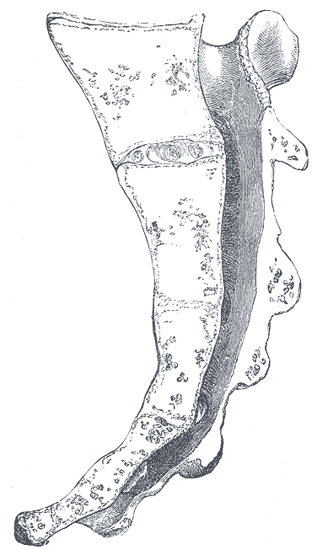
Coupe sagittale médiane du sacrum.
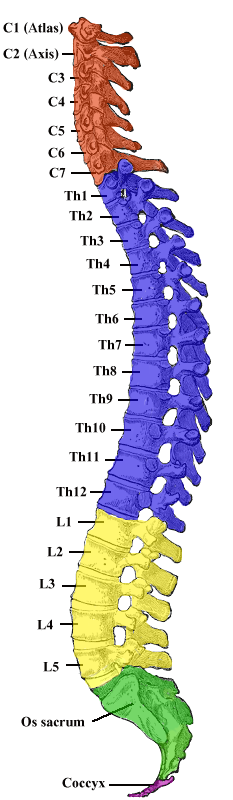
Colonne vertébrale.
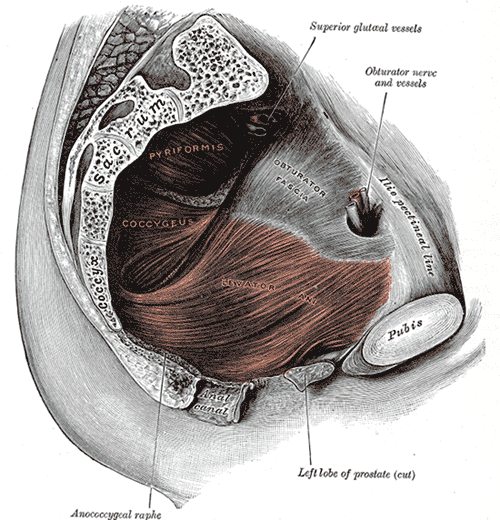
Releveur de l'anus.
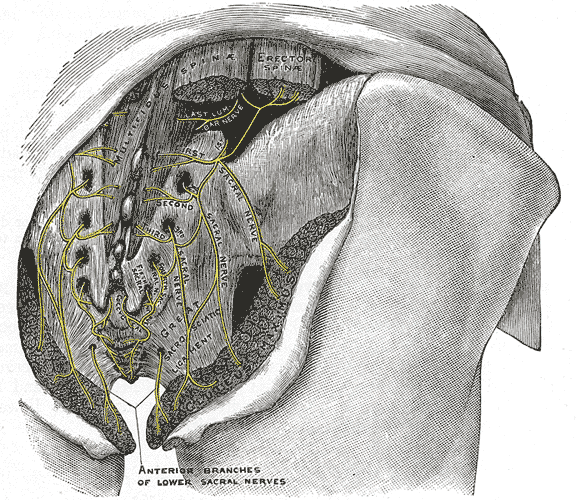
branches postérieures des nerfs sacrés.
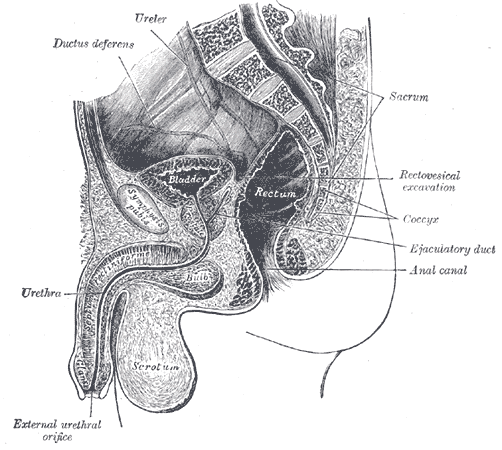
Coupe sagittale médiane du pelvis masculin.
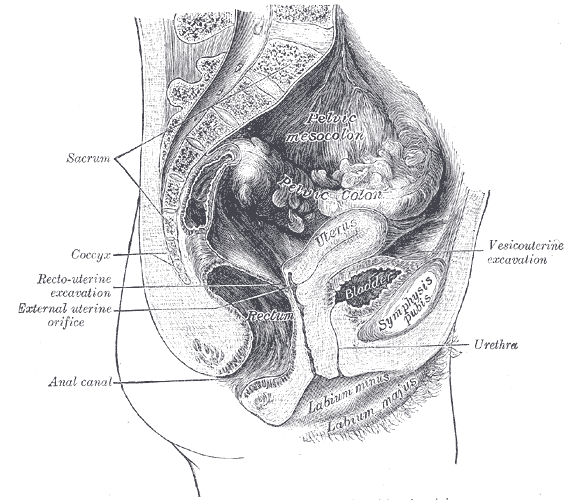
Coupe sagittale médiane du pelvis féminin.